# Шариф, Захид
Захид Шариф (англ. Zahid Sharif, 11 ноября 1967, Лахор, Пакистан) — пакистанский хоккеист (хоккей на траве), нападающий. Чемпион летних Азиатских игр 1990 года, участник летних Олимпийских игр 1988 года.

## Биография
Захид Шариф родился 14 января 1968 года в пакистанском городе Лахор.
Играл в хоккей на траве за ПИА из Карачи.
В 1988 году вошёл в состав сборной Пакистана по хоккею на траве на летних Олимпийских играх в Сеуле, занявшей 5-е место. Играл на позиции нападающего, провёл 7 матчей, забил 4 мяча (два в ворота сборной Испании, по одному — Кении и Аргентине).
В 1990 году завоевал золотую медаль хоккейного турнира летних Азиатских игр в Пекине.
В 1987—1990 годах провёл за сборную Пакистана 63 матча, забил 24 мяча (по другим данным, провёл 73 матча, забил 41 мяч).
В декабре 2018 года Федерация хоккея на траве Пакистана отказалась от проведения благотворительного матча, средства от которого должны были пойти на лечение Шарифа, страдающего от серьёзного сердечного заболевания.